# Пылявский сельский совет (Бучачский район)
Пылявский сельский совет (укр. Пилявська сільська рада) — входит в состав
Бучачского района
Тернопольской области
Украины.
Административный центр сельского совета находится в 
с. Пылява.

## История
- 1944 — дата образования.

## Населённые пункты совета
- с. Пылява
- с. Мартыновка
- с. Новоставцы